# Pierre Abraham
Pierre Abraham, eigentlich Pierre Abraham Bloch, (* 1. März 1892 in Paris; † 20. Mai 1974 ebenda) war ein französischer Schriftsteller, Journalist, Literaturkritiker und -historiker.

## Leben und Werk
Pierre Bloch, Bruder des Schriftstellers Jean-Richard Bloch, nahm später den Autorennamen Pierre Abraham an. Er absolvierte die École polytechnique und war im Ersten Weltkrieg Luftwaffenoffizier, wandte sich dann aber (unter dem Einfluss seines Bruders) als Autor und Kritiker der Literatur und autodidaktisch den Geisteswissenschaften zu. Nach seinem Engagement in der Résistance war er von 1947 bis 1959 Stadtrat von Nizza. Als Mitglied der Kommunistischen Partei Frankreichs leitete er die Literatursektion des 1960 gegründeten Zentrums für marxistische Forschungen und Studien (Centre d’études et de recherches marxistes, heute Espaces Marx).
Abraham war Mitarbeiter (von Beginn an) und Herausgeber (ab 1949) der Zeitschrift Europe (Literaturzeitschrift) (1923 begründet von Romain Rolland und seinem Umkreis, dem auch Jean-Richard Bloch angehörte). Ihm folgte Pierre Gamarra als Herausgeber nach.

## Werke
- Balzac. Recherches sur la création intellectuelle, Paris 1929
- Figures. Recherches sur la création intellectuelle, Paris 1929
- Proust. Recherches sur la création intellectuelle, Paris 1930, 1971
- Créatures chez Balzac. Recherches sur la création intellectuelle, Paris 1930
- Le physique au théâtre. Texte et mise en images, Paris 1933
- (Hrsg.) Arts et littératures dans la société contemporaine, Paris 1935–1936, 1963 (Encyclopédie française, hrsg. von Anatole de Monzie und Lucien Febvre, Bde. 16 und 17)
- Tiens bon la rampe. Roman, Paris 1951

### Herausgebertätigkeit
- (mit Roland Desné) Manuel d’histoire littéraire de la France, 7 Bde., Paris 1965–1982, 1987–1989
  - 1. Des origines à 1600, hrsg. von Jean-Charles Payen und Henri Weber, 1965, 412 Seiten; 1971, 659 Seiten (mit Jean-Louis Gourg)
  - 2. 1600–1715, hrsg. von Anne Ubersfeld und Roland Desné, 1966, 1975, 492 Seiten
  - 3. 1715–1789, hrsg. von Michèle Duchet, 1969, 1976, 620 Seiten
  - 4. 1789–1848, 2 Bde.,  hrsg. von Pierre Barbéris und Claude Duchet, 1972–1973, 685 + 583 Seiten
  - 5. 1848–1913, hrsg. von Claude Duchet, 1977, 1989, 814 Seiten
  - 6. 1913–1976, hrsg. von André Daspre et Michel Décaudin, 1982, 1987, 920 Seiten (mit Würdigung von Pierre Abraham durch Pierre Gamarra)

- (mit Roland Desné) Histoire littéraire de la France, 12 Bde., 1974–1980
  - 1. Des origines à 1492, hrsg. von Jean Charles Payen, 1974, 481 Seiten
  - 2. 1492-1600, hrsg. von Henri Weber.
  - 3. 1600-1660, hrsg. von Anne Ubersfeld und Roland Desné., 1975, 476 Seiten
  - 4. 1660-1715, hrsg. von Anne Ubersfeld und Roland Desné, 1975, 477 Seiten
  - 5–6. 1715-1794, hrsg. von Michèle Duchet und J.M. Goulemot, 2 Bde., 1976, 485 + 525 Seiten
  - 7. 1794-1830, hrsg. von Pierre Barbéris und Claude Duchet, 1976, 479 Seiten
  - 8. 1830-1848, hrsg. von Pierre Barbéris und Claude Duchet, 1977, 479 Seiten
  - 9. 1848-1873, hrsg. von Claude Duchet, 1977, 503 Seiten
  - 10. 1873-1913, hrsg. von Claude Duchet, 1978, 543 Seiten
  - 11. 1913-1939, hrsg. von André Daspre und Michel Décaudin, 1979, 495 Seiten
  - 12. 1939-1970, hrsg. von André Daspre und Michel Décaudin, 1980, 503 Seiten

- (italienisch) Storia della letteratura francese, 3 Bde., Mailand 1985